# Johan Kristiernsson Vasa
Johan Kristiernsson Vasa, né vers 1426 et décédé le 4 juin 1477 au château de Rydboholm à Östra Ryd, est un conseiller (riksråd) et chevalier suédois, fils de Krister Nilsson Vasa (sv) et de Margareta Eriksdotter Krummedige (sv).
Johan Kristiernsson s'inscrit à l'université de Leipzig en 1444, mais il est fait chevalier quelques années plus tard.
En 1451, Johan Kristernsson achète à sa tante Agneta Eriksdotter Krummedige (sv) le château d'Örbyhus (Örby) avec ses dépendances,.
- Premier mariage avec Birgitta Gustavsdotter Sture, décédée en 1472 au château de Rydboholm (Östra Ryd), fille de Gustav Anundsson Sture (sv) et Birgitta Stensdotter Bielke ;
- Second mariage avec Britta Thordsdotter Bonde (sv).

Enfants du premier mariage :
1. Kristiern Johansson Vasa (sv), conseiller, bailli au château de Kalmar, mort en 1497 ;
2. Erik Johansson Vasa (1470–1520), père de Gustave Vasa
3. Katarina Johansdotter Vasa, née en 1472
4. Margareta Johansdotter Vasa, née en 1472

Enfant du second mariage :
1. Anna Johansdotter Vasa (sv), morte en 1506.